# Либурн
Либурн (фр. Libourne, окс. Liborna) — город на юго-западе Франции в департаменте Жиронда. Крупнейший населённый пункт на восточной стороне винодельческого региона Бордо («правый берег»). Население 23 тыс. человек (2007). Расположен при слиянии рек Иль и Дордонь в 26 км к востоку от города Бордо. Площадь 21 км².
Основан в 1270 году под названием Leybornia сенешалем Гаскони — Роджером де Лейбурном, бароном из поместья Лейбурн на территории Уэльса. Главные достопримечательности — въездная башня XV века на набережной (оставшаяся от снесённой крепостной стены) и арочный мост 1820-24 гг. постройки.
Пригородами Либурна могут считаться винодельческие посёлки Помероль и Сент-Эмильон (винодельческий пейзаж вокруг которого признан ЮНЕСКО одним из памятников Всемирного наследия). Окрестности Либурна именуются Либурне́ (Libournais).